# Kalta Sapekhburto K'lubi Lanchkhuti
Il Kalta Sapekhburto K'lubi Lanchkhuti (in georgiano ქალთა საფეხბურთო კლუბი ლანჩხუთი?), meglio nota come KSK Lanchkhuti o WFC Lanchkhuti con la dizione anglosassone, è una società calcistica femminile georgiana con sede nella città di Lanchkhuti. Milita in Kalta Liga, massimo livello del campionato georgiano, del quale ha vinto tre edizioni.

## Storia
Il club raggiunse il secondo posto nel campionato georgiano nella stagione 2018, concludendo alle spalle del Nike Tbilisi. Nella stagione 2019 la squadra ha vinto il campionato per la prima volta, concludendo il torneo a pari punti col Nike Tbilisi, frutto di 17 vittorie e una sola sconfitta, ma superando le avversarie grazie alla migliore differenza reti generale. Nella stagione 2020 la squadra ha terminato il campionato al secondo posto dietro ancora una volta al Nike Tbilisi.
Grazie alla vittoria del campionato 2019 il KSK Lanchkhuti è stato ammesso ai turni preliminari della UEFA Women's Champions League 2020-2021. Nel primo turno di qualificazione le georgiane hanno superato in trasferta le kazake dell'Oqjetpes per 2-1 dopo i tempi supplementari grazie alla doppietta realizzata da Khat'ia Ch'q'onia. Con questo risultato il KSK Lanchkhuti è diventato la prima squadra georgiana a vincere una partita in UEFA Women's Champions League. Nel secondo turno di qualificazione le georgiane hanno sconfitto le campionesse rumene dell'U Olimpia Cluj ancora in trasferta per 1-0 e anche in questa occasione grazie a una rete realizzata da Ch'q'onia. Con questo storico risultato le georgiane hanno guadagnato l'accesso alla fase a eliminazione diretta, affrontando le campionesse svedesi del Rosengård.

## Palmarès
- Campionato georgiano femminile: 3

2019, 2023, 2024

## Organico

### Rosa 2020
Rosa, ruoli e numeri di maglia come da sito UEFA.
| N. |                    | Ruolo | Calciatrice         |
| -- | ------------------ | ----- | ------------------- |
| 1  | Georgia (bandiera) | P     | Tatia Gabunia       |
| 3  | Georgia (bandiera) | D     | Nino Gujabidze      |
| 4  | Georgia (bandiera) | D     | Nino Chkhartishvili |
| 6  | Georgia (bandiera) | D     | Ia Alelishvili      |
| 7  | Georgia (bandiera) | D     | Sopiko Narsia       |
| 8  | Georgia (bandiera) | A     | Irina Khaburdzania  |
| 9  | Georgia (bandiera) | C     | Marine Kakhidze     |
| 10 | Georgia (bandiera) | P     | Tamriko Salukvadze  |
| 11 | Georgia (bandiera) | C     | Mariam Danelia      |

| N. |                        | Ruolo | Calciatrice       |
| -- | ---------------------- | ----- | ----------------- |
| 13 | Georgia (bandiera)     | D     | Mariam Gogeshvili |
| 14 | Georgia (bandiera)     | D     | Mariam Kalandadze |
| 15 | Georgia (bandiera)     | P     | Mariam Romanchuki |
| 16 | Azerbaigian (bandiera) | C     | Salome Gasviani   |
| 17 | Georgia (bandiera)     | A     | Natela Tsotseria  |
| 19 | Georgia (bandiera)     | C     | Teona Todadze     |
| 20 | Georgia (bandiera)     | A     | Khat'ia Ch'q'onia |
| 21 | Georgia (bandiera)     | C     | Salomi Dimopoulou |
| 22 | Georgia (bandiera)     | C     | Ana Gobronidze    |